# ميرفي دون
ميرفي دون (بالإنجليزية: Murphy Dunne)‏ هو موسيقي وممثل أمريكي، ولد في 22 يونيو 1942 في شيكاغو في الولايات المتحدة.

## وصلات خارجية
- ميرفي دون على موقع IMDb (الإنجليزية)
- ميرفي دون على موقع ميوزك برينز (الإنجليزية)
- ميرفي دون على موقع أول موفي (الإنجليزية)
- ميرفي دون على موقع قاعدة بيانات الأفلام السويدية (السويدية)
- ميرفي دون على موقع أول ميوزيك (الإنجليزية)
- ميرفي دون على موقع ديسكوغز (الإنجليزية)
- ميرفي دون على موقع قاعدة بيانات الفيلم (الإنجليزية)